# Szkoda niemajątkowa
Szkoda niemajątkowa w rozumieniu prawa cywilnego (inaczej krzywda) – wszelkie negatywne skutki dla cielesnej i psychicznej kondycji poszkodowanego, a więc takie naruszenie dóbr i interesów uprawnionego, które nie wywołuje reperkusji w jego majątku. Szkoda niemajątkowa to wszystko, co w znacznym stopniu ujemnie wpływa na dobre samopoczucie, a więc cierpienia fizyczne (ból) i cierpienia psychiczne (cierpienia wywołane pozbawieniem wolności czy oszpeceniem, troska, strach o życie, zmniejszenie radości życia wskutek utraty możliwości wykonywania ulubionego zawodu lub zajmowania się hobby, cierpienia wywołane utratą dobrego imienia wskutek oszczerstw).
W określonych przypadkach prawo polskie przewiduje możliwość wyrównania szkody niemajątkowej poprzez zadośćuczynienie pieniężne lub zapłatę odpowiedniej sumy pieniężnej na wskazany przez poszkodowanego cel społeczny.